# Mus saxicola
Mus saxicola là một loài động vật có vú trong họ Chuột, bộ Gặm nhấm. Loài này được Elliot mô tả năm 1839.